# Litovicko-Šárecký potok
Litovicko-Šárecký potok (na horním toku do Džbánu nazývaný Litovický potok, na dolním toku Šárecký potok či Šárka) je levobřežní přítok Vltavy. 
Litovický potok pramení v lesíku u železniční tratě poblíž Chýně. Přes rybník Bašta u Chýně, Břevský rybník, rybník Kala a Litovický rybník pokračuje přes Hostivici (kde se napojuje Jenečský potok) do retenční nádrže Strnad (do níž vtéká i Sobínský potok) před hranicí Prahy a retenční nádrže Jiviny (do níž vtéká Řepský potok) již na území Prahy-Ruzyně. Po podtečení Drnovské ulice následuje asi kilometrová podzemní část, kdy potok prochází mimo jiné areálem Ruzyňské věznice, poté se znovu vynořuje u obory Hvězda (zprava vtéká Světluška), teče přes Liboc, kolem nádraží Praha-Veleslavín do vodní nádrže Džbán, kde jako Litovický potok končí. 
Ze Džbánu vytéká Šárecký potok do údolí Divoké Šárky kolem šáreckého koupaliště pod vrchem Dívčí skok (zleva vtéká Zlodějka), údolím Tiché Šárky přes Jenerálku (zleva Nebušický potok), Šáreckým údolím přes Dolní Šárku a Podbabu (zleva Lysolajský potok), a do Vltavy ústí viaduktem na 38,7 km zleva. Celková délka obou potoků je 21,28 km. Úsek 0,0–19,5 je ve správě MHMP, úsek 19,5–21,28 ve správě ZVHS Kladno. 
Potok je zařazen ve IV. třídě znečištění včetně přítoků, příčinou domovní splašky, oddělovače, spodní voda z nádrže Džbán a průmyslové znečištění. Výstavba dálnice u Jivin a Šárky negativně ovlivňovala hlavní tok i některé přítoky. Průtok při měření v roce 1999: 20 litrů/s (jiný údaj, z měření pod Strnadem, udává 110 litrů/s).
Před ústím potoka do Vltavy je viadukt železniční trati z Prahy do Kralup nad Vltavou, jižně od ústí stála do roku 1949 železniční zastávka Podbaba.

## Mlýny
Mlýny jsou seřazeny po směru toku potoka.
- Chýňský mlýn – Chýně, Ke školce, zbořen
- Panský mlýn – Hostivice-Litovice, Na Hrázi 343, zbořen
- Ruzyňský mlýn – Ruzyně, Jinočanská, zbořen
- Libocký mlýn – Liboc, Libocká 175/58
- Hovorkův mlýn (Veselíkův, Dívčí skok) – Liboc, Divoká Šárka 356/1
- Čertův mlýn (Tučkův) – Liboc, Divoká Šárka 39/4, kulturní památka
- Dubový mlýn – Dejvice-Jenerálka, Ke Kulišce 2618/1
- Záporecký mlýn (Kalinův) – Dejvice, V Šáreckém údolí 29
- Mlýnek – Dejvice, V Šáreckém údolí 25/85
- Malý mlýnek – Dejvice, V Šáreckém údolí 44/17
- Kalousovský mlýn (Podbabský) – Dejvice-Podbaba, V Podbabě 40/29